# Apodemus avicennicus
Apodemus avicennicus — вид гризунів роду Apodemus. Таксон також розглядається належним до Apodemus witherbyi

## Етимологія
Цей вид названий на честь відомого перського вченого Авіценни (980-1037).

## Середовище проживання
Ендемік центральної частини Ірану. 

## Опис
Гризун невеликого розміру, з середньою довжиною голови й тіла 88,86 ± 7,71 мм, середня довжина хвоста 96,6 ± 6,34 мм, середня довжина ступні 21,28 ± 0,48 мм, а середня довжина вух 15,14 ± 0,89 мм.
Верхні частини тіла сірувато-коричневого кольору, у той час як низ білого кольору. Помаранчева пляма на грудях присутня в деяких зразках, іноді вона зводиться до тонкої смужки. Хвіст довше голови й тіла. Каріотип: 2n=48 FN=46.